# Hospital de Sant Joan
L'Hospital de Sant Joan és un conjunt d'edificis format per elements de diferents èpoques i una successió de patis i jardins situat al carrer de Sant Joan, al municipi de Reus (Baix Camp) i que forma part de l'Inventari del Patrimoni Arquitectònic de Catalunya.

## Descripció
L'edifici té un cos central, dos patis laterals i dues ales en forma de u a la planta baixa, dos pisos, i a la façana posterior galeria correguda de doble alçada amb successió d'arcs i jardí. La façana principal té composició simètrica a partir de set obertures, amb doble línia de semipilars adossats i un sistema de cornises al nivell del primer i tercer pis. Un frontó central remata tot el conjunt. Les ales laterals tenen la mateixa composició. La coberta és de teula àrab a dos vessants. Els murs estan arrebossats i amb elements de pedra a les finestres, cantoneres i cornises. Presenta obra de fusta també. A l'interior es conserva quasi igual, el claustre rehabilitat de l'antic convent de Sant Joan.

## Història
El 1605, el bisbe de Vic Francesc Robuster i Sala, va decidir fundar a Reus, d'on era la seva família, un col·legi sota la invocació de Sant Joan Baptista dirigit per la congregació de carmelites descalços. Havia de ser un col·legi de filosofia o de teologia. Els mestres de cases encarregats de la construcció en primera instància foren Damià Pallarès i Joan Salvat, ambdós de Reus. Una vegada instal·lats els carmelites, compraren terrenys adjacents per als horts i urbanitzaren l'entorn. El convent es convertí en un centre important per l'orde, que hi celebrava els capítols triennals i bona part dels extraordinaris des de 1666 fins al 1832. Bofarull diu que hi havia un col·legi de filosofia des del 1630, on, a més dels seminaristes, hi assistien alumnes laics gratuïtament i en condició d'externs.
El 1811 va ser ocupat pels francesos, convertit primer en hospital i després en hospici, i els frares enviats presoners a França. Un cop conquerida Tarragona per les forces ocupants, es traslladaren els ferits a aquella ciutat on s'havien construït hospitals nous, i el convent es convertí en asil de pobres i nois desvalguts, situació que es va mantenir fins al retorn dels frares el 1814. Es van reparar els danys, però quan va esclatar la Primera Guerra Carlina, els frares carmelites van ser acusats de fomentar la revolta i d'ajudar els carlins insurgents, de trair els liberals i d'enverinar les aigües de les poblacions que van sofrir una epidèmia de còlera el 1834.
Pel juliol de 1835 es va produir la crema de convents a Reus, i el dels carmelites va resultar incendiat, sobretot l'església, i mataren alguns religiosos. L'antic hospital s'instal·là al lloc del convent dels carmelites el novembre de 1835, quan s'hi traslladaren alguns malalts davant la ruïna de l'edifici vell, cosa que indica que el col·legi de carmelites havia patit pocs estralls, tot i que la cessió efectiva del casal a l'ajuntament per part del govern, que n'era propietari per la desamortització de Mendizábal, no es va fer fins al 1843. El 1837 l'Ajuntament va ordenar l'enderrocament de l'església que ocupava una part del que ara és carrer de sant Joan, entre l'hospital i cal Gasull, per obrir un camí que connectés la ciutat amb la carretera d'Alcolea. L'any 1844 es van reformar les portes i es van començar a vendre els horts per finançar les obres, i el 1850, amb el llegat de Narcís Sunyer, i amb Joan Martell d'alcalde, s'hi feren reformes importants. Es basteix una façana d'ordre toscà amb un important grup escultòric en el frontis de l'edifici que en el 1864 ja havia desaparegut. Aquesta façana està construïda sobreposada a la que tenia l'antic convent, que queda encabida entre dues parets. El 1858 es van realitzar millores, instal·lant en els baixos de l'edifici les escoles públiques gratuïtes de la ciutat. El 1863, amb un llegat de Pere Sardà i Cailà, s'habilità una sala d'operacions i un departament per a infecciosos. El 1865, als baixos, s'hi instal·là un hospital de colèrics. El 1869 l'ajuntament decidí crear una sala pel tractament de les malalties venèries, que es realitzà l'any següent, amb l'alcalde Plàcid Bassedes Saludes. El 1887, segons Antoni Aluja, l'hospital estava a cura de les germanes de la caritat i tenia dos metges, dos cirurgians, un farmacèutic, un practicant i un capellà, i atenia unes 50 visites diàries. A més hi havia la "Casa de Caritat", que tenia cura dels nens orfes més grans de sis anys i dels adults impossibilitats, servit també per les monges, i que aquell any 1887 acollia unes 160 persones. L'hospital acollia gratuïtament els malalts reusencs sense diners, i es finançava pels rèdits de les seves finques, els censos i censals, les almoines i els beneficis del Teatre, a més del que pagaven els malalts forasters i el producte d'una rifa setmanal.
El 1923 es va instal·lar un servei de radiologia que dirigia el metge Claudi Tricaz, i van entrar com a facultatius els doctors Pere Barrufet, i Josep Maria Ibarz. El 1930 era cap dels Serveis Antiveneris i de Lepra el doctor Lluís Grau Barberà. El 1931 s'afegeix una galeria a la façana sud. El 1933, gràcies a l'interès del doctor Frias, es crea la secció de maternitat al segon pis, i també l'Institut Policlínic Municipal al mateix hospital, destinat a totes les dones que no podien fer front a les despeses de l'assistència domiciliària. Més endavant, gràcies a les gestions de Pere Cavallé, que era Comissari de la Generalitat a Tarragona, l'Hospital es va convertir en Hospital Intercomarcal, i atenia, a més la població del Baix Camp, el Priorat, la Ribera d'Ebre, i la Conca de Barberà, i ciutats i pobles del Tarragonès, l'Alt Camp, la Segarra i les Garrigues. Disposava de dues sales d'operacions, un departament de maternitat amb 16 llits i el 1935 d'un dispensari d'urgències als baixos, amb consultoris de traumatologia i cirurgia, medicina general, i especialitats, a més d'odontologia. El 1937, quan n'era director el doctor Joan Domènech Mas, va ser habilitat com a hospital de sang i els malalts civils traslladats a altres dependències, els homes al Mas del Vilanova, i les dones al mas del Fontana. El 1939 l'Hospital va deixar de ser intercomarcal, i els metges i infermeres que es dedicaven a l'atenció de les comarques van ser traslladats a Tarragona. El 1942, s'hi va inaugurar un Centro Maternal Pediàtrico de Urgencia. El 1946 s'habilitaren per a oficines els antics rentadors. El 1947 es comprà material divers per equipar l'hospital, entre altres coses, un aparell de raigs X. El 1951 s'instal·là la calefacció central i el 1954 en un lateral, s'hi aixecà un edifici per albergar el Parc de Bombers. Actualment, les funcions hospitalàries han passat a l'Hospital Universitari Sant Joan de Reus vora l'Avinguda de Bellissens.